# حصار كريشنابور (رواية)
حصار كريشنابور (بالإنجليزية: The Siege of Krishnapur)‏ هي رواية للكاتب البريطاني جي جي فاريل، نشرت عام 1973، لأول مرة عن دار نشر وادينفيلد آند نيكلسون. 

## روابط خارجية
- حصار كريشنابور على موقع الموسوعة البريطانية (الإنجليزية)